# Плевіска
Плевіска (пол. Plewiska) — село в Польщі, у гміні Коморники Познанського повіту Великопольського воєводства.
Населення — 6883 особи (2011).
У 1975-1998 роках село належало до Познанського воєводства.

## Історія
У давнину Плевіска належали до власності єпископів Познані. Перша згадка про село є у документі князя Владислава Одонича за 1237 рік.

## Демографія
Демографічна структура станом на 31 березня 2011 року:
|          | Загалом | Допрацездатний вік | Працездатний вік | Постпрацездатний вік |
| -------- | ------- | ------------------ | ---------------- | -------------------- |
| Чоловіки | 3398    | 974                | 2238             | 186                  |
| Жінки    | 3485    | 769                | 2283             | 433                  |
| Разом    | 6883    | 1743               | 4521             | 619                  |